# Arenostola suzukii
Arenostola suzukii är en fjärilsart som beskrevs av Matsumura 1926. Arenostola suzukii ingår i släktet Arenostola och familjen nattflyn. Inga underarter finns listade i Catalogue of Life.